# 金剛證寺
金剛證寺（こんごうしょうじ）は、三重県伊勢市朝熊町岳にある臨済宗南禅寺派の寺院。山号は勝峰山。院号は兜率院。本尊は虚空蔵菩薩。朝熊山（あさまやま）南峰（経ヶ峯）東腹にあり、当寺は「朝熊山」と呼ばれる場合がある。

## 歴史

木造雨宝童子立像（重要文化財）、平安時代の作。

創建は6世紀半ば、欽明天皇が僧・暁台に命じて明星堂を建てたのが初めといわれているが、定かではない。平安時代の天長2年（825年）に空海が真言密教の道場として当寺を中興したと伝えられている。またその際、空海は本尊として福威知満虚空蔵菩薩を祀り、寺名を勝峰山兜率院金剛證寺とし、虚空蔵求聞持法を修したという。なお鳥羽市河内町丸山539の庫蔵寺（真言宗御室派）は、空海が当寺の奥の院として建立したものであるという。
当寺はその後衰退して無住の時代が続いたが、14世紀末の明徳3年（1392年）から応永年間（1394年 - 1427年）に鎌倉建長寺71世の仏地禅師東岳文昱（とうがくぶんいく）が再興に尽力した。これにより東岳文昱を中興で新たな開山第一世とし、真言宗から臨済宗に改宗し禅宗寺院となった。
神仏習合の時代、伊勢神宮の丑寅（北東）に位置する当寺は「伊勢神宮の鬼門を守る寺」として伊勢信仰と結びつき、「伊勢へ参らば朝熊を駆けよ、朝熊駆けねば片参り」とされ、伊勢国・志摩国併せて最大の寺となった。
また、当寺には虚空蔵菩薩の眷属である雨宝童子が祀られているが、雨宝童子は伊勢神宮内宮の祭神である天照大御神の化現と考えらていたため、当寺は伊勢神宮の奥の院とされるようになった。こういった伊勢神宮との結び付きもあり、当寺では仏事に用いられるのは樒（しきみ）ではなく神事に使われる榊（さかき）が供えられる、全国でも珍しい寺となった。
当寺は関ヶ原の戦いの後に答志島（現・鳥羽市）で自刃した九鬼嘉隆ゆかりの寺であり、嘉隆にまつわる所蔵品がいくつかある。嘉隆の三男有慶は嘉隆の菩提を弔うために当寺にて出家し、金剛證寺第12世となった。
江戸時代には江戸幕府は伊勢神宮と絡んで当寺を重視し、援助が行われている。当寺は、慶長2年（1597年）に続いて慶長13年（1608年）にも火災にあって本堂が焼失したが、翌慶長14年（1609年）には徳川家康の命で、播磨国姫路城主で家康の娘婿でもある池田輝政により、本堂・摩尼殿（まにでん）が再建されている。この本堂は元禄14年（1701年）に徳川綱吉の母桂昌院による修復を経て現存し、重要文化財に指定されている。
文化元年（1804年）に火災にあっている。
明治時代になると、他の伊勢神宮の神宮寺が廃寺とされる中で、当寺は伊勢神宮の奥の院とされながらも廃寺を免れている。しかし、1887年（明治20年）に再び火災にあい、多くの堂宇を失っている。
1925年（大正14年）にケーブルカーが開通、昭和になってからは内宮前から登山バスが運行されるなどで朝熊山へ登る人が激増したが、太平洋戦争中の1944年（昭和19年）にケーブルカーの線路が軍のために金属供出されて廃線となり、一般の朝熊山への入山が禁止され当寺は衰微した。戦後には1960年（昭和35年）の伊勢湾台風などで被害を受けるなど衰退の一途をたどった。
1964年（昭和39年）の伊勢志摩スカイライン開通後には参拝客も再び急増し、1979年（昭和54年）には仁王門が再建されるなど往時の賑わいを超えるまでに復興した。路線バスは2008年（平成20年）以降は6月の開山忌の3日間を除いて運行されていなかったが、2013年（平成25年）以降は土日祝日に限り三重交通の参宮バスが運行されている。但し、本数が1日に5本と僅少であり注意を要する。

## 信仰対象としての朝熊山
1894年（明治27年）に近くの経ヶ峯から複数の平安時代末期の承安3年（1173年）の銘のある経筒が発見されたほか、1960年（昭和35年）の伊勢湾台風の際にも経塚が発見され、この平安時代末期には埋経信仰があったことが確認された。この時の出土品の経筒などは1963年（昭和38年）に国宝（考古資料）に指定され、経塚は1966年（昭和41年）に朝熊山経塚群として国の史跡に指定された。「線刻阿弥陀三尊来迎鏡像」などの「朝熊山経ヶ峯経塚出土品」は、当寺境内にある宝物館で見ることができる。
朝熊山付近では江戸時代以降、宗派を問わず葬儀の後に朝熊山に登り、金剛證寺奥の院に塔婆を立てて供養する「岳参り」「岳詣（たけもうで）」などと呼ばれる風習がある。
また寛永7年（1630年）に秋田氏の祖で常陸国宍戸藩主秋田実季が山麓に蟄居させられている。豊臣秀吉の勘気を受けた尾藤知宣が潜伏したり、関ヶ原の戦いに際して福原長堯がこの地で自害したなど、アジール的な空間でもあった。

## 境内
- 本堂（重要文化財） - 摩尼殿。慶長14年（1609年）に姫路藩初代藩主池田輝政の寄進により再建されたもの[5]。本尊は福威智満虚空蔵菩薩で、伊勢神宮内宮の祭神天照大御神を現す神鏡も祀られており神仏習合の形式をとっている。日本三大虚空蔵菩薩の第一位として、広大無辺な「福徳・威徳・智徳」の三徳を有する秘仏で、伊勢神宮のご遷宮の翌年に二十年に一度の開帳を厳修している[1]。本堂の前には本尊・虚空蔵菩薩の広大な智慧を戴いた寅の像「智慧寅」がある。安らぎの姿中に一視同仁の慈愛と威徳をお授けするという。また、向かいには丑の像「福丑」がある。この福丑は頭上に福の神である大黒天を頂いている。一度この福丑に触れれば心清く、意思堅固となり、福徳智慧増進し、身体健康の御利益が授けられるという。
- 明星堂 - 明星天子を祀り鎮護している。明星は日、月、星の三字よりなり三光天子とも称され国土安穏智慧成就の仏神とされる。
- 五重石塔
- 三重銅塔
- 矢負地蔵堂 - 堂の前には厄除け六地蔵尊（重軽地蔵尊）が祀られている。まず持ちあげて静かに置き、左へ三回まわしながら真言を三回唱え、祈念後に再度持ちあげたときに軽く感じれば願いが成就するという。
- 庭園 - 寛文12年（1672年）に浦田織部藤原長次が願主になって創建されたという。
  - 連間（れんま）の池 - 空海が掘ったものと伝えられる。池には朱塗りの太鼓橋である「連珠橋」が架かり、橋を境にして比岸「迷いの世界」と彼岸「悟りの世界」が表わされる。また池には立派な鯉と、5月中旬から9月にかけて数百の睡蓮の花が咲き、美しい風景が見られる[6]。
- 雨宝堂 - 連珠橋を渡った先の彼岸に建つ堂。神仏習合思想の像である雨宝童子尊をお祀りしている。大日如来の化身である天照大神が日向国（現・宮崎県）に降り立った16才の御影を、空海が感得して刻まれたといい伝えられる。像は平安時代の作で重要文化財となっている。
- 茶屋
- 朝熊稲荷社
- 鐘楼
- 仁王門 - 1979年（昭和54年）再建。
- 開山堂
- 十三重石塔
- 書院
- 庫裏
- おちんこ地蔵堂 - 裸の地蔵菩薩が祀られている。
- 極楽橋（伊勢市指定有形文化財） - 慶長年間（1596年 - 1615年）に本多忠勝の家臣・下里信種（宗和）により木橋が石橋に架け替えられたという。この時代の石橋は全国でも非常に少なく、貴重な遺構である[7]。
- 宝物館
- 山門
- 八大龍王社 - 八大龍王を祀る。かつて龍が天に昇ったという伝説を持つ場所に建てられている[8]。
- 奥之院 - 呑海院とも呼ばれる。
  - 本堂 - 本尊は延命子安地蔵菩薩。
  - 庫裏
  - 表門
  - 小川頼重の墓
  - 清順の墓 - 慶光院の3世院主。清順の勧進によって永禄6年（1563年）に豊受大神宮の正遷宮が129年ぶりに行われた。
  - 周養の墓 - 清順の妹。慶光院の4世院主。周養の勧進によって天正13年（1585年）に豊受大神宮の他、伊勢神宮内宮の正遷宮が123年ぶりに行われた。
  - 御木本幸吉の墓
  - 九鬼嘉隆の墓
  - 竹内浩三供養塔
  - 卒塔婆群 - 参道の両側には2mから8mにも及ぶ大きな卒塔婆が立ち並んでいる[9]。
  - 極楽門（竜宮造） - くぐった者は仏様の慈悲の誓願によって全て皆極楽浄土に往生せしむるという悲願によって建てられたもの。

## 文化財

### 国宝
- 伊勢国朝熊山経ヶ峯経塚出土品 一括[10]
  - 陶経筒 1口 奉造立如法経亀事、承安三年八月十一日、伊勢大神宮権禰宜荒木田時盛在銘
    - （以上第一経塚）

  - 銅経筒 2口
  - 銅鏡 残欠共 2面分
  - 青白磁盒子 1口
    - （以上第二経塚）

  - 銅経筒 1口 平治元年己卯八月十五日在銘
  - 経巻13巻 内1巻法華経巻三 平治元年八月十四日奥書 内1巻般若心経
  - 線刻阿弥陀三尊来迎鏡像 2面
  - 線刻阿弥陀三尊鏡像 1面
  - 線刻阿弥陀如来鏡像 1面
  - 銅提子 1口
  - 土製外筒 1具
    - （以上第三経塚）

### 重要文化財

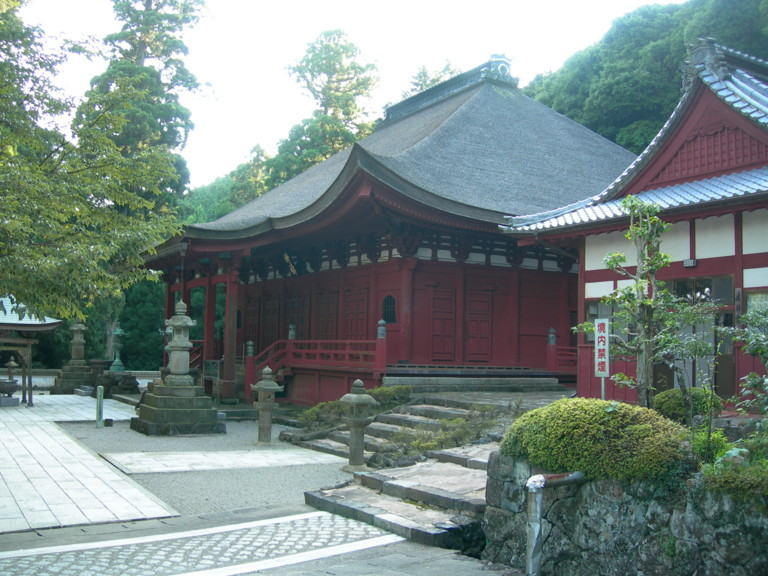
金剛證寺本堂（重要文化財）

- 金剛證寺本堂 附：厨子[11]
- 紙本著色九鬼嘉隆像
- 木造雨宝童子立像
- 木造地蔵菩薩立像
- 銅造双鳳鑑
- 太刀（伝吉包） 附：黒漆太刀拵 [12]

### 国指定史跡

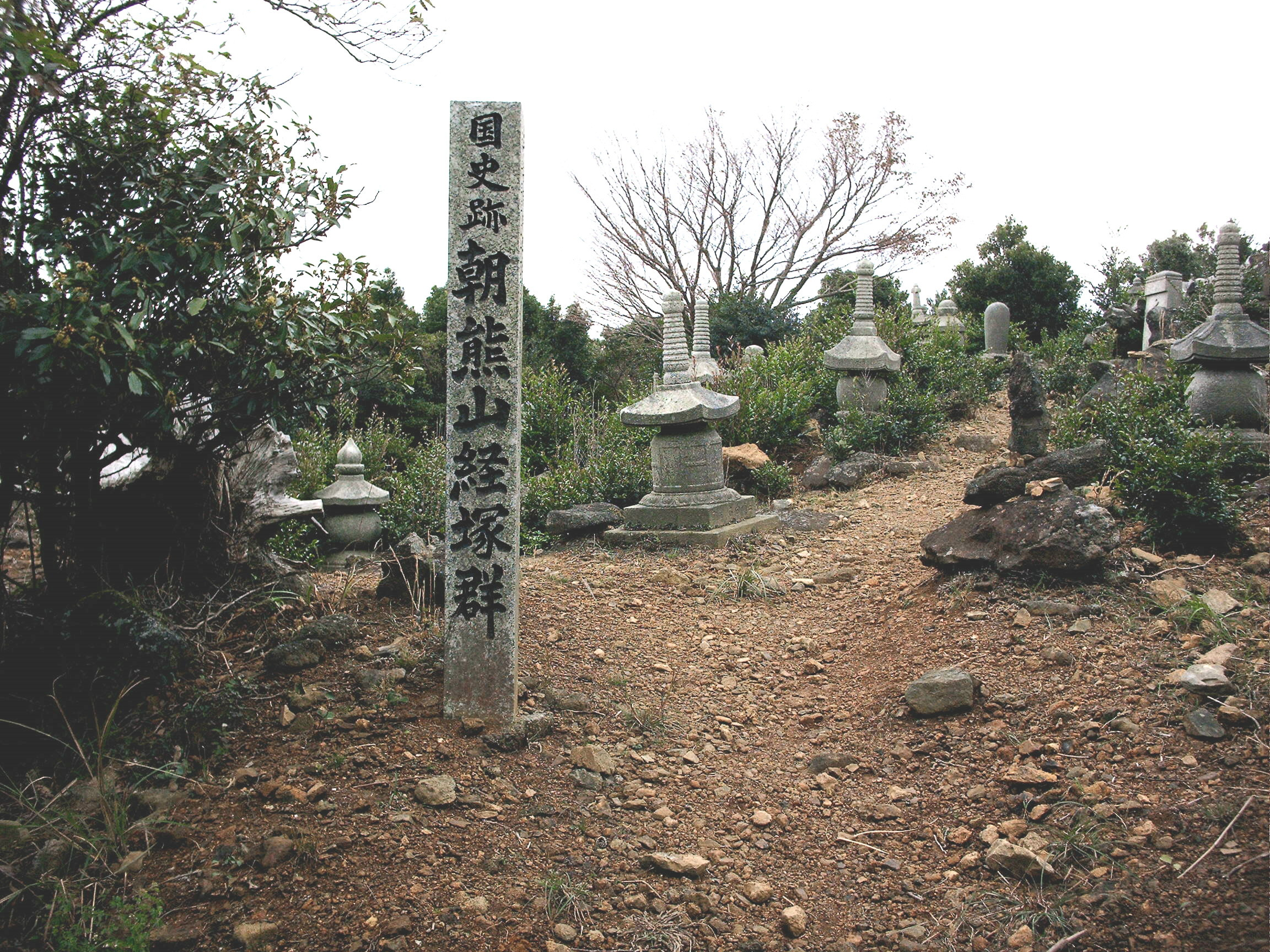
朝熊山経塚群

- 朝熊山経塚群

### 伊勢市指定有形文化財
- 極楽橋

## 前後の札所
伊勢西国三十三所観音霊場
1 太江寺　-　2 金剛證寺　-　3 松尾観音寺

## 所在地
- 三重県伊勢市朝熊町548

## アクセス
- 自動車
  - 近鉄鳥羽線 朝熊駅より車で約30分。
  - 伊勢自動車道「伊勢西IC」から伊勢志摩スカイラインを車で約20分。
- バス
  - 三重交通「参宮バス」（土日祝日、8月13日～8月15日、12月30日～1月4日のみ運行） で浦田町バス停から約20分。